# Mandi (district)
Mandi (Hindi: मंडी) is een district in de Indiase deelstaat Himachal Pradesh. Het district heeft een oppervlakte van 3.950 km² en 901.344 inwoners (2001). Belangrijke plaatsen in het district zijn Mandi en Sundernagar. De districtszetel is in Mandi.
Het district Mandi grenst aan de districten Kangra, Kullu, Shimla, Solan, Bilaspur en Hamirpur.
Het district Mandi werd gecreëerd op 11 april 1948, toen de voormalige prinsenstaten Mandi en Suket samengevoegd werden.
Bilaspur · Chamba · Hamirpur · Kangra · Kinnaur · Kullu · Lahul and Spiti · Mandi · Shimla · Sirmaur · Solan · Una